# Кронин, Арчибалд
Арчибалд Джозеф Кро́нин (англ. Archibald Joseph Cronin; 19 июля 1896 — 6 января 1981) — шотландский писатель, врач. Его наиболее известные российскому читателю романы: «Замок Броуди», «Звёзды смотрят вниз», «Цитадель», «Юные годы», «Путь Шеннона», «Памятник крестоносцу».

## Биография
Арчибалд Джозеф Кронин родился в Кардроссе, графство Дунбаршир. Его отец, Патрик Кронин, ирландец по происхождению, был католиком, мать, Джесси Кронин (урождённая Монтгомери), — из семьи протестантов. Арчибалд был единственным ребёнком в семье. Родители отца эмигрировали из ирландского графства Арма и занимались торговлей стеклом и фарфором в Александрии, в Западном Дунбаршире. Дедушка по матери, Арчибалд Монтгомери, был шляпным мастером и владел магазином в Дамбартоне.
После свадьбы родители Кронина переехали в Хеленсборо, где Арчибалд учился в школе Grant Street School. Когда мальчику было семь лет, его отец, работавший страховым агентом и коммивояжёром, умер от туберкулёза. После смерти главы семьи Арчибальд с матерью переехали в дом к дедушке, Арчибалду Монтгомери, в Данбартон. Вскоре Джесси Кронин стала первой женщиной-инспектором по здравоохранению в Шотландии.
Арчибалд Кронин был не только не по годам развитым студентом в Данбартонской Академии, получая награды за свои успехи и выигрывая конкурсы сочинительства, но и прекрасным атлетом и футболистом. С ранних лет он стал заядлым игроком в гольф, и продолжал заниматься спортом всю свою жизнь. Вскоре Кронины переехали в Йоркхилл, район города Глазго, где Кронин посещал Колледж Святого Алозия в районе Гарнетхилл. Он играл в футбол за команду First XI, положив этот отрезок своей жизни в основу сюжета одного из своих последних романов «Мальчик-менестрель», который в США был напечатан под названием «Десмонд». Благодаря исключительным способностям, Кронин был награждён стипендией Карнеги для изучения медицины в Университете Глазго в 1914 году. Пропустив учёбу в 1916 и 1917 годы из-за службы в военно-морских силах во время Первой мировой войны, в 1919 году Кронин блестяще окончил университет, получив степень бакалавра хирургии (ChB). В том же году он совершил путешествие в Индию в качестве корабельного хирурга.
Вернувшись в Шотландию после путешествия, Кронин продолжил учиться, получив в 1923 году диплом по здравоохранению, а в 1924 году получил престижную степень MRCP. В 1925 году он получил степень доктора медицины, защитив в Университете Глазго диссертацию об аневризмах «The History of Aneurysm».

## Медицинская карьера
Во время Первой мировой войны в 1916—1917 годах Арчибалд Кронин служил хирургом в Добровольческой Службе резервистов Королевского военно-морского флота (Royal Navy Volunteer Reserve) в чине младшего лейтенанта. После войны он работал в различных госпиталях, включая госпитали Беллахаустон и Лайтбёрн в Глазго и госпиталь Ротунда в Дублине, а также работает в небольшой деревне на реке Клайд. Затем он открыл частную практику в Тредегаре, шахтёрском городке Южного Уэльса. В 1924 году Кронин был назначен медицинским инспектором рудников Великобритании и в течение следующих нескольких лет были опубликованы его исследования о медицинском обеспечении в каменноугольных копях и доклады о взаимосвязи между вдыханием угольной пыли и лёгочными заболеваниями. Кронин описал свой опыт исследования профессиональных рисков в каменноугольной индустрии в романах «Цитадель» и «Звёзды смотрят вниз». Позже Кронин переехал в Лондон, где работал на Харли-стрит до того, как открыл собственную практику в Вестбурн Гроув, Ноттинг Хилл, которая процветала. В то же время Кронин был врачом в универмаге Уайтлис и начал интересоваться офтальмологией.

## Творчество
В 1930 году у будущего писателя обнаружилась язва двенадцатиперстной кишки. В течение шести месяцев Кронин был вынужден отдыхать в деревне и придерживаться молочной диеты. На ферме Далкенна (Dalchenna Farm) на озере Финэ (Loch Fyne) он наконец-то смог начать реализовывать свою давнюю мечту — написать роман, хотя до той поры «писал лишь рецепты и научные статьи». В общей сложности Арчибалд Кронин работал врачом более десяти лет, прежде чем целиком посвятил себя литературе.
С фермы Далкенна Кронин путешествует в Дамбартон, чтобы исследовать основную тему романа, используя данные библиотеки Дамбартон, которая до сих пор хранит письма от Кронина, спрашивающего советы на темы, связанные с романом.
Кронин написал свой первый роман «Замок Броуди» (Hatter’s Castle — английское название романа) (русский перевод 1938) всего лишь за три месяца. Рукопись была сразу принята для публикации издательским домом Victor Gollancz, единственным из издательств, в которое он обратился. Этот роман имел быстрый и сенсационный успех, открыв Кронину карьеру писателя. Это драматическая история Джеймса Броуди, владельца лавки по продаже шляп, тиранившего собственную семью и доведшего собственную дочь до самоубийства. Роман принёс Кронину заслуженное признание в литературных кругах.
С тех пор Кронин больше не возвращался к медицине.
По мнению критика Ангуса Росса роман «Замок Броуди», как и многие последующие романы Кронина, это «смесь натуралистичного взгляда на социальные проблемы (основанного на собственных значительных знаниях и опыте) с чувствами», которые ставят автора «в один ряд с популярными, здравомыслящими писателями реалистами, такими как Пристли».
Следующий роман Кронина «Звёзды смотрят вниз» (1935) написан в жанре социальной драмы и повествует о шахтёре, который пытается вырваться из нищеты. Роман был экранизирован английским режиссёром Кэролом Ридом в 1940. Главную роль исполнил Майкл Редгрейв, а кинофильм признан классикой мирового кинематографа.
Грэм Грин писал о нём:
«Роман доктора Кронина о шахтёрах ныне стал отличным фильмом — не помню ни одного английского фильма, что был бы лучше, чем этот».
Многие из книг Арчибалда Кронина были бестселлерами, и переводились на множество языков. Сила писательского дара Кронина заключалась в сочетании хорошего повествования, тонких наблюдений и ярких образов героев повествования. Его работы наполнены яркими персонажами и острыми диалогами. Некоторые из историй он брал из своей медицинской практики, умело смешивая реализм, романтику и социальную критику. Работы Кронина исследуют моральные конфликты между индивидуумом и социумом, его идеализированные герои устанавливают справедливость в мире обычных людей. Гуманизм Кронина продолжает вдохновлять творческих людей и по сей день. Например, художественный фильм «Билли Эллиот», вышедший на экраны в 2000 году, основан на романе «Звёзды смотрят вниз», а песня, которая открывает мюзикл сэра Элтона Джона «Билли Эллиот», является данью уважения Арчибалду Кронину.
Будучи очень старательным, Кронин, вероятно, писал по 5000 слов в день, тщательно планировал детали своих сюжетов. В работе и в делах Кронин был очень несговорчивым человеком, тогда как в личной жизни обладал хорошим чувством юмора и относился к каждому новому дню как к новому приключению.
Помимо романов, Арчибалд Кронин написал большое количество рассказов и эссе, а также единственную пьесу «Юпитер смеётся».

## Влияние романа «Цитадель»
Роман Кронина «Цитадель» (1937) — возможно, самая известная его книга, классическое произведение реализма. Это история врача каменноугольной компании, который стоит перед нравственной дилеммой, пытаясь привлечь богатую клиентуру и одновременно остаться в мире со своей совестью.
Главный герой романа инициирует создание в Великобритании Национальной службы здравоохранения, во всеуслышание заявляя о проблемах медицинской практики того времени.
В основе романа лежал опыт самого Арчибалда Кронина, полученный им на работе в больнице Тредегар Коттедж (Tredegar Cottage Hospital) в Уэльсе.
В своём бестселлере Кронин рассказывал читателям о коррупции, царящей в системе медицинского обеспечения, подводя к мысли о необходимости проведения реформ в области здравоохранения.
Не только новаторские идеи автора романа о создании Национальной службы здравоохранения, но и популярность романа сыграли существенную роль в том, что Лейбористская Партия Великобритании в 1945 году одержала полную победу на выборах.
Книга принесла Кронину международную известность и стала особенно популярна в США.

## Религия
Несколько романов Кронина затрагивают тему религии, тему, которая брала начало из его медицинского образования и практики, и с которой он заново познакомился в 1930-х годах.
В эссе «Почему я верю в Бога» Кронин признаётся, что во время обучения в медицинской школе был агностиком: «Когда я думал о Боге, это вызывало у меня улыбку, которая проявляла естественную насмешку над устаревшим мифом». Однако, во время практики в Уэльсе, работая среди глубоко верующих людей, Кронин с удивлением начал замечать, что «границы существования гораздо шире, чем описаны в моих учебниках, гораздо шире, чем я мог себе вообразить. Вскоре я потерял свою уверенность, и затем, хотя не признавался себе в этом, сделал первый шаг на пути к поиску Бога».
Писатель стал чувствовать, что "Если мы изучаем физический мир, … мы не можем избежать упоминания о первоначальном Творце… Научная доктрина принимает эволюцию с её ископаемыми и простейшими видами как естественное течение событий. Однако вы сталкиваетесь с теми же самыми загадками, первопричинами и абсолютом. Ex nihilo nihil — девиз наших школьных дней, что в переводе с латинского означает, что «Из ничего ничего не происходит».
С этой идеей Кронин вернулся домой в Лондон, где в свободное время организовал клуб рабочей молодёжи. Однажды он пригласил одного известного зоолога прочитать лекцию членам кружка. Лектор, используя «откровенно атеистический подход», описывал последовательность событий, приведших к появлению жизни, «хотя он не сказал» как первые примитивные жизненные формы возникли из неодушевлённого вещества. Когда лекция закончилась, слушатели вежливо поаплодировали. Затем, тихий и очень обычный молодой человек нервно поднялся с места и, слегка заикаясь, спросил о том, откуда в самом начале возникла материя. Наивный вопрос захватил всех присутствующих врасплох. Лектор «выглядел раздражённым, сомневающимся и начал медленно краснеть. Затем, до того, как смог начать отвечать, весь клуб содрогнулся от взрыва смеха. Сложная логическая структура, предложенная реалистом, учёным с пробиркой, была сметена одной фразой, прозвучавшей из уст простого парня».
Подобные события, а также пример матери, ставшей католичкой, влияние обучения в колледже иезуитов, сделали веру в Бога важной частью жизни Кронина. Имея негативный опыт религиозного фанатизма, который Кронин наблюдал в своей семье и, временами, в его собственной семье, так как его жена была из протестантской семьи, писатель, будучи католиком, стал большим экуменистом ещё до того момента, когда веротерпимость в Великобритании стала повсеместной. Зная настроения нетерпимости, царившие в британском обществе того времени, когда Кронин писал свой роман «Ключи от Царства Небесного», достаточно удивительно читать о том, что священник, главный герой романа, придерживается либеральных взглядов, даже по отношению к атеистам.

## Семья
Будучи студентом университета, Кронин познакомился там со своей будущей женой, Агнес Мэри Гибсон (Мэй), которая также изучала медицину. Мэй была дочерью Роберта Гибсона, владельца пекарни, и Агнес Томсон Гибсон (в девичестве Гилкрист) из Хамельтона, графство Ланаркшир. Они поженились 31 августа 1921 года. В качестве доктора Мэй помогала своему мужу в его исследованиях и в работе в бесплатной амбулатории, пока Арчибалд работал в больнице Тредегар Дженерал, а затем ассистировала мужу во время его практики в Лондоне. Когда Кронин стал писателем, она вычитывала гранки его рукописей. Их первый сын Винсент родился в Тредегаре в 1924 году. Второй сын Патрик родился в Лондоне в 1926 году. Младший сын Эндрю родился в Лондоне в 1937 году.
Когда по произведениям Кронина стали ставить Голливудские фильмы, семья переехала в США. Там они жили во многих штатах: в Калифорнии, Массачусетсе, Коннектикуте и Мэне. В 1945 году Кронины отправились в Англию на борту океанского лайнера «RMS Queen Mary». После короткой остановки в приморском городе Хоув, они переехали в Раэни, северный пригород Дублина. Через год семья вернулась в США. Они поселились в номере отеля Карлайл в Нью-Йорке, затем переехали в Дирфилд, штат Массачусетс, а в 1947 году обосновались в городе Нью-Кейнен, штат Коннектикут. Вечный странник, Кронин постоянно путешествовал в свои дома на Бермудах и в Кап Д’Ай, на Лазурном берегу Франции, где проводил лето.

## Последние годы
Последние 25 лет жизни Кронин провёл в Европе, живя в Люцерне и Монтрё в Швейцарии, где продолжал писать. Среди его друзей были Лоренс Оливье, Чарльз Чаплин и Одри Хепбёрн, старшему сыну которой он стал крёстным отцом.
Хотя большую часть жизни Арчибалд Кронин не жил на родине, он испытывал большую любовь к местам своего детства. В 1972 году он написал местному учителю в Ирландию: «Хотя я объездил весь мир, я должен со всей своей искренностью сказать, что моё сердце принадлежит Дамбартону… В моём кабинете висит прекрасная цветная гравюра XVII века, на которой изображён замок Дамбартон. Я даже слежу с большой страстью за успехами футбольной команды Дамбартона». Доказательством того, что Кронин поддерживал футбольную команду Дамбартон, служит написанное им от руки письмо, вывешенное в рамке в вестибюле клубного стадиона.
В письме, написанном в 1972 году и адресованном клубу, Кронин поздравляет команду с их возвращением в высший дивизион после 50 лет пребывания в низшей лиге. В письме он описывает свои воспоминания, как, будучи ребёнком, он болел за команду, пользуясь возможностью «перепрыгивать через» турникет (в те времена общераспространённой практикой было бесплатное посещение детьми футбола).
Арчибалд Кронин ушёл из жизни в Монтрё в 1981 году в возрасте 84 лет и был похоронен в городке Ла тур-де-Пейлис в Швейцарии. Многие из его рукописей, включая неопубликованные, наброски, письма, школьные тетрадки и эссе, лабораторные записи, а также его докторская диссертация хранятся в Национальной библиотеке Шотландии и в Университете Техаса в США.

## Награды
- Премия Американской ассоциации букинистов, 1937 год, за роман «Цитадель»
- Почётное звание доктора гуманитарных наук, полученное от Боудойн Колледжа (1942) и Лафайетт Колледжа (1954)

## Экранизации
| Год  | Русское название           | Оригинальное название   | Произведение                |
| ---- | -------------------------- | ----------------------- | --------------------------- |
| 1934 | Однажды для каждой женщины | Once to Every Woman     | Повесть «Калейдоскоп в „К“» |
| 1934 | Гран-Канария               | Grand Canary            | Гран-Канария                |
| 1938 | Цитадель                   | The Citadel             | Цитадель                    |
| 1940 | Бдение в ночи              | Vigil in the Night      | Бдение в ночи               |
| 1940 | Звёзды смотрят вниз        | The Stars Look Down     | Звёзды смотрят вниз         |
| 1941 | Ослепительная победа       | Shining Victory         | Пьеса «Юпитер смеётся»      |
| 1942 | Замок Броуди               | Hatter’s Castle         | Замок Броуди                |
| 1944 | Ключи от царства небесного | The Keys of the Kingdom | Ключи Царства               |
| 1946 | Юные годы                  | The Green Years         | Юные годы                   |
| 1953 | Я ищу тебя                 | Ich suche Dich          | Пьеса «Юпитер смеётся»      |
| 1955 | Прежде всего               | Sabar Uparey            | Вычеркнутый из жизни        |
| 1957 | Испанский садовник         | The Spanish Gardener    | Испанский садовник          |
| 1958 | Чёрные воды                | Kala Pani               | Вычеркнутый из жизни        |
| 1959 | Вне этого места            | Beyond This Place       | Вычеркнутый из жизни        |
| 1967 | Пула Рангаду               | Poola Rangadu           | Вычеркнутый из жизни        |
| 1971 | Он и она                   | Tere Mere Sapne         | Цитадель                    |
| 1972 | Джибан Сайкайте            | Jiban Saikate           | Цитадель                    |
| 1975 | Путешествие в прошлое      | Mausam                  | Древо Иуды                  |
| 1982 | Мадхура Свапнам            | Madhura Swapnam         | Цитадель                    |

## Театральные постановки в России
- 1958 — «Юпитер смеётся» — МХАТ, реж. А. Карев, Н. Ковшов, перевод М. Левиной, А. Гольдмана
- 2017 — «Юпитер смеётся» — Экшн-театр «Виват», реж. А. Завражнов
- 2023 — «Юпитер смеётся» — Театр «V», реж . И. Манакина, перевод И. Манакиной

## Издания
- Кронин А. Замок Броуди. — М.: Иностранка, Азбука-Аттикус, 2016 г. — 608 c. — (Иностранная литература. Большие книги). — ISBN 978-5-389-11036-6.[2]
- Кронин А. Замок Броуди. — СПб.: Азбука, Азбука-Аттикус, 2016 г. — 672 с. — (Азбука-классика). — ISBN 978-5-389-11347-3.[3]
- Кронин А. Ключи царства. — М.: Иностранка, Азбука-Аттикус, 2016 г. — 448 с. — (Иностранная литература. Большие книги). — ISBN 978-5-389-11718-1.[4]
- Кронин А. Ключи царства. — СПб.: Азбука, Азбука-Аттикус, 2017 г. — 448 с. — (Азбука-классика). — ISBN 978-5-389-12746-3.[5]
- Кронин А. Звёзды смотрят вниз. — СПб.: Азбука, Азбука-Аттикус, 2017 г. — 736 с. — (Азбука-классика). — ISBN 978-5-389-11265-0.[6]
- Кронин А. Цитадель. — М.: Иностранка, Азбука-Аттикус, 2017 г. — 512 с. — (Иностранная литература. Большие книги). — ISBN 978-5-389-13428-7.[7]
- Кронин А. Цитадель. — СПб.: Азбука, Азбука-Аттикус, 2018 г. — 512 с. — (Азбука-классика). — ISBN 978-5-389-13889-6.[8]
- Кронин А. Памятник крестоносцу. — М.: Иностранка, Азбука-Аттикус, 2018 г. — 480 с. — (Иностранная литература. Большие книги). — ISBN 978-5-389-13494-2.[9]
- Кронин А. Памятник крестоносцу. — СПб.: Азбука, Азбука-Аттикус, 2018 г. — 480 с. — (Азбука-классика). — ISBN 978-5-389-14871-0.[10]
- Кронин А. Песенка в шесть пенсов и карман пшеницы. — М.: Иностранка, Азбука-Аттикус, 2018 г. — 480 с. — (Иностранная литература. Большие книги). — ISBN 978-5-389-13495-9.[11]
- Кронин А. Песенка в шесть пенсов и карман пшеницы. — СПб.: Азбука, Азбука-Аттикус, 2019 г. — 576 с. — (Азбука-классика). — ISBN 978-5-389-16292-1.[12]
- Кронин А. Три любви. — М.: Иностранка, Азбука-Аттикус, 2019 г. — 608 с. — (Иностранная литература. Большие книги). — ISBN 978-5-389-13952-7.[13]
- Кронин А. Ключи царства. — СПб.: Азбука, Азбука-Аттикус, 2019 г. — 448 с. — (Мировая классика). — ISBN 978-5-389-16188-7.
- Кронин А. Юные годы. Путь Шеннона. — М.: Иностранка, Азбука-Аттикус, 2019 г. — 640 с. — (Иностранная литература. Большие книги). — ISBN 978-5-389-16510-6.[14]
- Кронин А. Звёзды смотрят вниз. — М.: Иностранка, Азбука-Аттикус, 2019 г. — 672 с. — (Иностранная литература. Большие книги). — ISBN 978-5-389-17296-8.[15]
- Кронин А. Юные годы. Путь Шеннона. — СПб.: Азбука, Азбука-Аттикус, 2020 г. — 704 с. — (Азбука-классика). — ISBN 978-5-389-18686-6.[16]
- Кронин А. Вычеркнутый из жизни. Северный свет. — М.: Иностранка, Азбука-Аттикус, 2020 г. — 544 с. — (Иностранная литература. Большие книги). — ISBN 978-5-389-16509-0.[17]
- Кронин А. Три любви. — СПб.: Азбука, Азбука-Аттикус, 2020 г. — 640 с. — (Азбука-классика). — ISBN 978-5-389-17346-0.[18]
- Кронин А. Дневник доктора Финлея. — М.: Иностранка, Азбука-Аттикус, 2022 г. — 512 с. — (Иностранная литература. Большие книги). — ISBN 978-5-389-19156-3
- Кронин А. Испанский садовник. Древо Иуды. — М.: Иностранка, Азбука-Аттикус, 2023 г. — 544 с. — (Иностранная литература. Большие книги). — ISBN 978-5-389-21518-4[19]